# Ortok
Ortok (kirgisisch Орток айыл аймагы) ist eine Landgemeinde (ajyl aimagy) im Rajon Naryn des Oblus Naryn in Kirgisistan. Sie besteht aus den Dörfern Kajyngdy (Naryn) (kirgisisch Кайыңды), Eki-Naryn (kirgisisch Эки-Нарын), Örük-Tam (kirgisisch Өрүк-Там), Tasch-Baschat (kirgisisch Таш-Башат) und Tamdy-Suu (kirgisisch Тамды-Суу). Das Verwaltungszentrum ist das Dorf Tasch-Baschat. Im Jahr 2009 hatte die Landgemeinde 2694 Einwohner. Bis 2021 wuchs die Bevölkerung auf 2940 Einwohner.
| Dorf          | Einwohnerzahl (2009) | Einwohnerzahl (2021) |
| ------------- | -------------------- | -------------------- |
| Eki-Naryn     | 0759                 | 0759                 |
| Kajyngdy      | 0578                 | 0665                 |
| Örük-Tam      | 0108                 | 0                    |
| Tamdy-Suu     | 0117                 | 0124                 |
| Tasch-Baschat | 1249                 | 1386                 |